# Кипящий водо-водяной реактор
Кипящий водо-водяной реактор (англ. boiling water reactor (BWR)) — тип корпусного водо-водяного ядерного реактора, в котором пар генерируется непосредственно в активной зоне и направляется в турбину.
Кроме этого типа реакторов, кипящими могут быть канальные ядерные реакторы графито-водного типа, например, РБМК и ЭГП-6.

## Отличительные особенности
В АЭС с некипящими реакторами температура воды в первом контуре ниже температуры кипения. При необходимых для получения приемлемого коэффициента полезного действия температурах (больше 300 °C) это возможно только при высоких давлениях (в реакторах ВВЭР-1000 рабочее давление в корпусе 160 атм), что требует создания высокопрочного корпуса. Насыщенный и нерадиоактивный водяной пар под давлением 12—60 атм при температуре до 330 °C вырабатывается во втором контуре.
В кипящих реакторах пароводяную смесь получают в активной зоне. Давление воды в первом контуре составляет около 70 атм. При этом давлении вода закипает в объёме активной зоны при температуре 280 °C. Кипящие реакторы обладают рядом достоинств по сравнению с некипящими. В кипящих реакторах корпус работает при более низком давлении, в схеме АЭС нет парогенератора.
Особенность кипящих реакторов заключается в том, что у них отсутствует борное регулирование, компенсация медленных изменений реактивности (например, выгорания топлива) производится только межкассетными поглотителями, выполненными в виде креста. Борное регулирование неосуществимо из-за хорошей растворимости бора в паре (большая его часть будет уноситься в турбину). Бор вводят лишь на время перегрузки топлива для создания глубокой подкритичности.
В большинстве кипящих реакторов поглощающие стержни системы управления и защиты (СУЗ) располагаются снизу. Таким образом значительно повышается их эффективность, так как максимум потока тепловых нейтронов смещён в реакторах этого типа в нижнюю часть активной зоны. Такая схема также более удобна при перегрузках топлива и освобождает верхнюю часть реактора от приводов СУЗ, позволяя таким образом более удобно организовать сепарацию пара.

### Достоинства
- Отсутствие парогенераторов, компенсаторов давления
- Первый контур реактора работает при давлении 70 атмосфер против 160 у ВВЭР
- Меньшие рабочие температуры, в том числе в ТВЭЛах
- За счет отказа от поглощения нейтронов в боре, и чуть более слабого замедления нейтронов (из-за пара), наработка плутония в таком реакторе будет выше, чем в ВВЭР и доля использованного U238 тоже выше.[источник не указан 2422 дня]

### Недостатки
- Невозможность перегрузки топлива без остановки реактора (для корпусных реакторов; кипящие реакторы канального типа (РБМК) позволяют перезагружать топливо без остановки реактора)
- Заметно более сложное управление[источник не указан 2422 дня], наличие запрещенных режимов в плоскости мощность/расход теплоносителя, необходимость большего количества датчиков обратной связи
- Нужен корпус реактора в ~2 раза больший по объёму, чем у ВВЭР сравнимой мощности. Несмотря на то, что рассчитан он на меньшее давление, он сложнее в изготовлении и транспортировке
- Загрязнение турбины продуктами активации воды — короткоживущим N-17 и следами трития. Это довольно сильно усложняет регламентные работы. Кроме того, необходимо ставить ловушки для извлечения из паровых петель радиоактивных продуктов коррозии
- Кавитационная коррозия и радиолиз в ТВЭЛах с выносом радиоактивности в турбину и конденсатор, а также с выносом водорода и кислорода из активной зоны (известны реальные случаи взрывов гремучего газа с повреждением системы на АЭС Хамаока-1 и АЭС Брунсбюттель)

## Условия работы
| 1. Корпус реактора; 2. Тепловыделяющие сборки 3. Стержни системы управления и защиты (СУЗ) 4. Циркуляционные насосы 5. Приводы стержней СУЗ 6. Пар на турбину 7. Подпиточная вода 8. Ступень высокого давления турбины 9. Ступень низкого давления турбины | 10. Турбогенератор 11. Возбудитель 12. Конденсатор 13. Охлаждающая вода конденсатора 14. Подогреватель подпиточной воды 15. Питательный насос 16. Насос охлаждающей оборотной воды конденсатора (охлаждается в градирне/бассейне-охладителе) 17. Железобетонное ограждение 18. Выход тока из генератора на частотный сетевой синхронизатор и подстанцию АЭС |

Для устойчивой работы кипящего корпусного реактора выбирают такой режим, при котором массовое паросодержание не превышает определённую величину. При больших значениях массового паросодержания работа реактора может быть неустойчивой. Такая неустойчивость объясняется тем, что пар вытесняет воду из активной зоны, а это увеличивает длину замедления нейтронов LS. При слишком бурном кипении значение LS возрастает настолько, что реактор получает отрицательную реактивность, и мощность реактора начинает падать.
Снижение мощности уменьшает интенсивность кипения, массовое паросодержание, а значит, и длину замедления. В результате такого процесса освобождается реактивность, после чего мощность реактора и интенсивность кипения начинают возрастать. Происходит опасное для конструкции реактора и обслуживающего персонала колебание мощности.
При паросодержании ниже допустимого таких опасных колебаний мощности не происходит, реактор саморегулируется, обеспечивая стационарный режим работы. Так, снижение уровня мощности и уменьшение интенсивности кипения освобождает реактивность, обеспечивающую возврат уровня мощности к исходному. Паросодержание воды на выходе из активной зоны зависит от удельной мощности. Поэтому допустимое паросодержание, ниже которого обеспечивается устойчивая работа кипящего реактора, ограничивает мощность реактора с заданными размерами активной зоны. При таком ограничении с единицы объёма кипящего реактора снимается меньшая мощность, чем с единицы объёма некипящего реактора. Это существенный недостаток кипящих реакторов.
Вышесказанное справедливо для активной зоны, в которой объём воды-замедлителя избыточен относительно оптимального её количества, определяемого из отношения объёма воды к объёму топлива. В этом случае уменьшение количества воды-замедлителя нейтронов в активной зоне из-за кипения приближает соотношение объёмов замедлителя и топлива к оптимальному и приводит к увеличению размножающих свойств топлива.
В случае затеснённой активной зоны, в которой воды относительно недостаёт даже в отсутствие кипения, появление кипения будет сопровождаться снижением мощности из-за недостатка замедления нейтронов на воде и ухудшения размножающих свойств такой топливной среды.